# Заспи-Мале
Заспи-Мале (пол. Zaspy Małe) — село в Польщі, у гміні Білоґард Білоґардського повіту Західнопоморського воєводства.
У 1975-1998 роках село належало до Кошалінського воєводства.